# Ryota Kuwakubo
Ryota Kuwakubo (桑久保亮太, Kuwakubo Ryota) est un artiste multimédia japonais né en 1971. Il utilise avec humour ses talents de programmeur informaticien pour forcer les spectateurs de ses installations et objets à questionner leur relation avec les nouvelles technologies et les objets qui en sont issus.

## Biographie
Kuwakubo est né en 1971 dans la préfecture de Tochigi. Il a fait des études artistiques à l’Université de Tsukuba. Il réside à Tokyo.

## Œuvres[1]
- Bit-hike (1999)
- Vomoder (2000)
- Heaven Seed (2000)
- Duper/Looper (2001)
- Video Bulb
- PLX (2001)

Une console de jeux électroniques pour deux personnes; sous couleur de jeux différents, les déplacements des curseurs sont coordonnés, à l’insu des joueurs.
- ShiriFurin (2009)

Une queue électronique pour humains.
- Nikodama (2009)

Une paire d’yeux qui clignent automatiquement et que l’on peut coller où l’on veut.
- The Tenth Sentiment (2011)

Un train électrique muni d’une petite lampe LED parcourt dans l’obscurité, à vitesses variées, un décor fait d’objets quotidiens. Les ombres projetées sur les murs de la pièce à mesure que le train roule magnifient ces objets (par exemple, des pinces à linge deviennent des pylones électriques) et font de cette vision un voyage cinématographique à travers des paysages urbains.

## Expositions
- Cocosocoasoco (2006), with Reico Yamaguchi Galerie Lucy Mackintosh, Lausanne
- Cyber Arts Japan (2010), Musée d'Art Contemporain, Tokyo
- Ways of Worldmaking (2011), Musée national des Beaux-Arts, Osaka
- Interstice 07 (2012), ESAM, Caen
- Phantasia (2012), Tripostal, Lille

## Collaborations commerciales
- Vidéo pour Sony Tablet[2]

## Prix et récompenses
- Excellence Prize, 2010 Japan Media Arts Festival[3]